# Ecem Atalay
Ecem Atalay (* 1999 in Istanbul) ist eine türkische Schauspielerin.

## Leben und Karriere
Atalay wurde 1999 in Istanbul geboren. Sie studierte an der İstanbul Bilgi Üniversitesi. Ihr Debüt gab sie 2019 in der Fernsehserie 4N1K. Im selben Jahr bekam sie in dem Film Dijital Esaret eine Nebenrolle. Danach trat sie 2020 in Gençliğim Eyvah auf.
Von 2020 bis 2021 wurde Atalay für die Serie Sol Yanım gecastet. Anschließend spielte sie 2022 in dem Film Taktiken der Liebe die Hauptrolle. Außerdem war sie 2021 in der Serie Hamlet zu sehen.

## Filmografie (Auswahl)
- 2019: 4N1K (Fernsehserie, 11 Episoden)
- 2019: Dijital Esaret (Film)
- 2020: Gençliğim Eyvah (Fernsehserie, 17 Episoden)
- 2020–2021: Sol Yanım (Fernsehserie, 12 Episoden)
- 2021: Hamlet (Fernsehserie, 3 Episoden)
- 2022: Taktiken der Liebe (Film)